# جوناتان كريستي
جوناتان كريستي (بالإندونيسية: Jonatan Christie) هو لاعب كرة الريشة إندونيسي، ولد في 15 سبتمبر 1997 في جاكرتا في إندونيسيا.

## وصلات خارجية
- جوناتان كريستي على موقع BWF.tournamentsoftware.com (الإنجليزية)
- جوناتان كريستي على موقع BWFbadminton.com (الإنجليزية)
- جوناتان كريستي على موقع اللجنة الأولمبية الدولية (الإنجليزية)
- جوناتان كريستي على موقع أوليمبيديا (الإنجليزية)